# Высокий Байрак
Высокий Байрак — хутор в Подгоренском районе Воронежской области.
Входит в состав Переваленского сельского поселения.

## География
В хуторе имеется одна улица — Лесная.

## Население
| 2010 |
| ---- |
| 9    |

## Происхождение названия
Слово байрак происходит от тюркского «балка»; так обычно называется сухой, неглубоко взрезанный овраг, зачастую зарастающий травой либо широколиственным лесом.
Слово байрак распространено на юге Европейской части СССР, в лесостепной и степной зоне. От названия «байрак» происходит название байрачных лесов, где растут обычно следующие породы деревьев — дуб, клён, вяз, ясень, липа.
На территории современной России имеются минимум семь сёл с названием Байрак.